# Toab (Shetland)

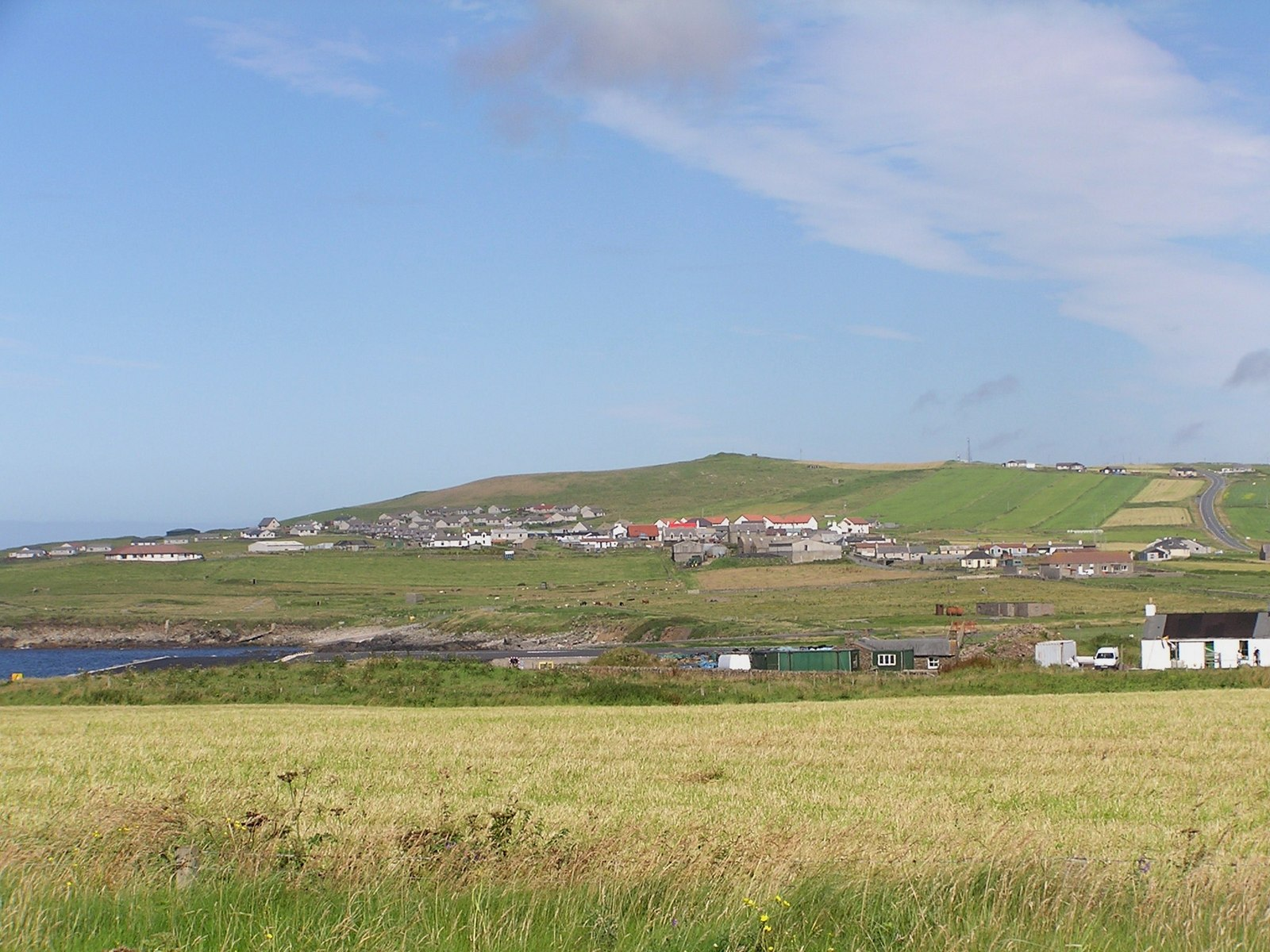
Toab von Südwesten

Toab ist eine Ortschaft, die in Schottland im Süden der Shetlandinseln liegt.

## Geographie
Toab liegt am südlichen Ende von Mainland am östlichen Ufer der Bucht Bay of Quendale. Der Flughafen Sumburgh liegt etwa einen Kilometer entfernt im Südosten. Ortschaften in der Nähe sind Eastshore und Exnaboe im Osten sowie North Town im Nordosten.

## Historisches
Im Rahmen der historischen Gliederung Schottlands in Civil Parishes zählt Toab zu Dunrossness.

## Verkehr
Im Osten des Ortes verläuft die A970, die in diesem Abschnitt Sumburgh im Süden mit Lerwick im Norden verbindet.